# Arbaoua
Arbaoua är en ort i Marocko, som i folkräkningen räknas som stad i landskommunen med samma namn. Den ligger i provinsen Kénitra och regionen Rabat-Salé-Kénitra, 130 km nordost om huvudstaden Rabat. Antalet invånare var 3 050 vid folkräkningen 2014.